# Amtsgericht Fürstenau

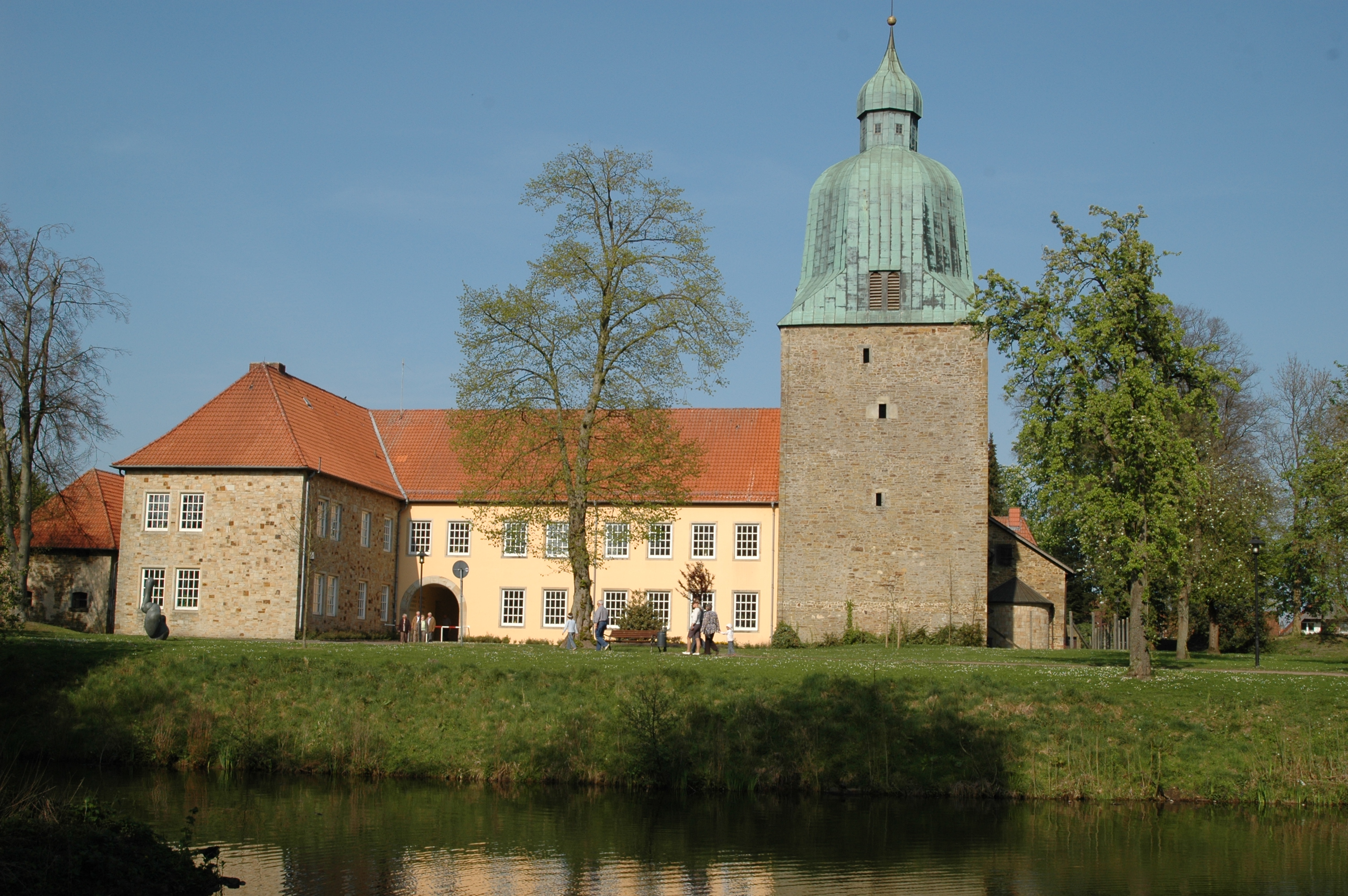
Schloss Fürstenau, Gerichtsgebäude

Das Amtsgericht Fürstenau war ein Gericht der ordentlichen Gerichtsbarkeit in Fürstenau. Das Gerichtsgebäude war das Schloss Fürstenau.
Nach der Revolution von 1848 wurde im Königreich Hannover die Rechtsprechung von der Verwaltung getrennt und die Patrimonialgerichtsbarkeit abgeschafft.
Das Amtsgericht wurde daraufhin mit der Verordnung vom 7. August 1852 die Bildung der Amtsgerichte und unteren Verwaltungsbehörden betreffend als königlich hannoversches Amtsgericht gegründet.
Es umfasste das Amt Fürstenau.
Das Amtsgericht war dem Obergericht Osnabrück untergeordnet. Mit der Annexion Hannovers durch Preußen wurde es zu einem preußischen Amtsgericht in der Provinz Hannover. Im Jahre 1972 wurde es aufgelöst.